# Ривкін Оскар Львович
Оскар Львович Ривкін (4 січня 1899, місто Санкт-Петербург, тепер Російська Федерація — розстріляний 7 серпня 1937, тепер Російська Федерація) — радянський партійний і комсомольський діяч, голова ЦК РКСМ, 1-й секретар Краснодарського міського комітету ВКП(б). Член ЦК РКСМ у 1918—1924 роках. Член Центральної контрольної комісії ВКП(б) у 1927—1934 роках.

## Біографія
Народився в родині єврейського ремісника-палітурника (службовця). Закінчив двокласне міське училище. Працював учнем складача в друкарні та учнем в аптеці Санкт-Петербурга, був робітником картографічної фабрики.
Член РСДРП(б) з березня 1917 року. Партійний псевдонім О. Скар.
З 2 липня 1917 року — член міжрайонного виконавчого комітету Соціалістичного союзу робочої молоді «III Інтернаціонал» у Петрограді (від Коломенської частини).
З 5 (18) серпня 1917 року — член Організаційного бюро Соціалістичного союзу робочої молоді «III Інтернаціонал» у Петрограді, секретар Соціалістичної спілки робітничої молоді «III Інтернаціонал».
З вересня 1917 року — член правління профспілки, член страйкового комітету Міського району Петрограда. У жовтні 1917 року був командиром бойового загону Соціалістичного союзу робочої молоді «III Інтернаціонал».
З грудня 1917 по квітень 1918 року — в Червоній гвардії, брав участь у боях з білогвардійцями.
У квітні — листопаді 1918 року — секретар Петроградського міського комітету Соціалістичної спілки робітничої молоді «III Інтернаціонал». Одночасно був членом редакційної колегії першого молодіжного більшовицького журналу «Юний пролетар».
4 листопада 1918 — 5 жовтня 1919 року — товариш (заступник) голови Президії ЦК РКСМ (комсомолу) та редактор журналу «Юний комуніст».
8 жовтня 1919 — 2 жовтня 1920 року — голова Президії ЦК РКСМ.
2 жовтня 1920 — 21 вересня 1921 року — голова ЦК РКСМ.
У вересні 1921 — 1924 року — слухач курсів марксизму при Соціалістичної академії при ВЦВК. У 1922 році працював у Народному комісаріаті просвіти РРФСР.
У 1924—1925 роках — завідувач агітаційно-пропагандистського відділу Виксунського міського комітету РКП(б) Нижньогородської губернії.
У 1925—1928 роках — відповідальний секретар Виксунського міського комітету  ВКП(б) Нижньогородської губернії; завідувач агітаційно-пропагандистського відділу Нижньогородського губернського комітету ВКП(б).
У 1928—1929 роках — завідувач групи радянського будівництва Центральної контрольної комісії ВКП(б). У 1929 році — в організаційно-інструкторському відділі Народного комісаріату робітничо-селянської інспекції СРСР.
У 1929—1934 роках — слухач Інституту червоної професури в Москві.
У 1934 — січні 1937 року — 1-й секретар Краснодарського міського комітету ВКП(б).
14 січня 1937 року заарештований органами НКВС. Засуджений Воєнною колегією Верховного суду СРСР 7 серпня 1937 року до страти, розстріляний того ж дня.
10 березня 1956 року посмертно реабілітований.